# Sabine Sun
Sabine Sun, aussi  Sabine Sun'o, de son vrai nom Marguerite Cheveleff, née le 15 avril 1933 à Antibes (Alpes-Maritimes), et morte le 13 mai 2014 à Gimont (Gers), est une actrice française.

## Biographie
Elle a vécu maritalement avec le réalisateur Terence Young jusqu'à la mort de celui-ci en 1994.

## Filmographie

### Cinéma
- 1963 : Des frissons partout de Raoul André : la maîtresse Grégori
- 1964 : Strip-teaseuses ou ces femmes que l'on croit faciles de Jean-Claude Roy
- 1964 : Déclic et des claques de Philippe Clair
- 1965 : Les Pianos mécaniques (Los pianos mecànicos) de Juan Antonio Bardem
- 1965 : Les Enquiquineurs de Roland Quignon
- 1965 : Tant qu'on a la santé de Pierre Étaix
- 1965 : La Tête du client de Jacques Poitrenaud : la grande hôtesse blonde du tripot
- 1965 : Quoi de neuf, Pussycat ? (What's new Pussycat ?) de Clive Donner : Une infirmière
- 1966 : Commissaire X : Halte au L.S.D (Kommissar X : Drei grüne Hunde) de Gianfranco Parolini : Joyce Sellers
- 1966 : La Nuit des généraux (The Night of the Generals) d'Anatol Litvak : Une prostituée de Hambourg
- 1966 : Roger La Honte (Trappola per l'assassino) de Riccardo Freda : Victoire
- 1967 : Coplan ouvre le feu à Mexico (Entre las redes / Moresque : Obiettivo allucinante) de Riccardo Freda : la comtesse
- 1967 : Les 3 Fantastiques Supermen (I fantastici tre Supermen / Die drei Supermänner räumen auf) de Gianfranco Parolini : Madame Astrid, comtesse de Boidieux
- 1967 : Le Fou du labo 4 de Jacques Besnard : la baronne
- 1967 : Trois filles vers le soleil de Roger Fellous : Christine
- 1968 : Mister Freedom de William Klein : Betty Bopper
- 1968 : Sartana (Se incontri Sartana prega per la tua morte) de Gianfranco Parolini : Une fille au saloon
- 1968 : Ces messieurs de la famille de Raoul André : Une prostituée au commissariat
- 1969 : Le Clan des Siciliens de Henri Verneuil : Simone
- 1969 : Hallucinations sadiques de Jean-Pierre Bastid : Anne
- 1969 : Cet homme est prêt à tout (Hard Contact) de S. Lee Pogostin : Une prostituée
- 1970 : Les Belles au bois dormantes de Pierre Chenal (sous le pseudo de Dave Young) : Judith
- 1970 : Désirella de Jean-Claude Dague : Désirella
- 1970 : Tropique du Cancer (Tropic of Cancer) de Joseph Strick : Elsa
- 1970 : L'Amour, oui! mais... (Love life in Luxembourg) de Philippe Schneider et Franck Apprédéris : Judica
- 1970 : De la part des copains de Terence Young : L'infirmière
- 1970 : Las piernas de la serpiente de Juan Xiol Marchal : Emma
- 1972 : Cosa Nostra (Joe Valachi i segreti di Cosa Nostra / The Valachi papers) de Terence Young : Jane
- 1973 : Les Amazones (Le guerriere dal seno nudo) de Terence Young : Orytheia
- 1981 : Inchon de Terence Young : Marguerite
- 1984 : La Taupe (The Jigsaw Man) de Terence Young : Dr. Zilenka
- 1988 : Marathon (Run for your life) de Terence Young : Ann Moorcroft

### Télévision
- 1968 : Les Chevaliers du Ciel (Série TV), épisodes 1, 2, 7, 9 et 10, rôle de : Monique[2]
- 1971 : Les Saintes Chéries (Série TV) : Une hôtesse
- 1971 : La Possédée (Téléfilm) : L'ursuline #2
- 1972 : Un beau ténébreux (Téléfilm) : Dolorès
- 1977 : Commissaire Moulin (Série TV) : Chantal